# Choroba Albersa-Schönberga

Zdjęcie RTG miednicy pacjenta z osteopetrozą

Choroba Albersa-Schönberga (osteopetroza, choroba marmurowych kości, marmurkowatość kości ang. Albers-Schönberg's disease, osteopetrosis) – rzadka, uwarunkowana genetycznie choroba kośćca. Znane są dwie postaci o odmiennym dziedziczeniu; postać dziedziczona autosomalnie dominująco objawia się bólami kostnymi i ropniami zębopochodnymi, postać dziedziczona autosomalnie recesywnie jest letalna w okresie niemowlęcym, a do jej objawów należy także hipoplazja szkliwa, hiperkalcemia, pancytopenia oraz powiększenie wątroby, śledziony i węzłów chłonnych.
Jednostkę chorobową opisał jako pierwszy niemiecki chirurg i radiolog Heinrich Ernst Albers-Schönberg (1865-1921).
W osteopetrozie dochodzi do zaburzeń funkcji osteoklastów, które nie potrafią resorbować kości, co zaburza prawidłowy przebieg procesów przebudowy kości. Zostaje zaburzona struktura kości – powstaje kość o zwiększonej gęstości, ale o większej tendencji do złamania. 
Choroba powoduje charakterystyczny wygląd układu kostnego – trzony kręgów przyjmują wygląd kanapki – dochodzi do nadmiernej sklerotyzacji górnej i dolnej części kręgu i mniejszej w środkowej części kręgu. Kości długie i pokrywy czaszki są pogrubiałe i ulegają sklerotyzacji (na zdjęciu RTG mają bardzo „jasny” wygląd, a także widoczne są liczne uleczone złamania), a w przypadku osteopetrozy dziedziczonej AD obraz radiologiczny ukazuje objaw „kości w kościach”.
W leczeniu stosuje się przeszczepienie szpiku kostnego, w niektórych postaciach korzyść przynosi podawanie dużych dawek witaminy D.